# Ђенералитат Каталоније
Ђенералитат Каталоније (односно Влада аутономне покрајине Каталоније), је институциони систем преко којег се организује политика и аутономна власт Каталоније, аутономне покрајине у Шпанији.
Такође постоји и Ђенералитат Валенсије, који је аналогни систем у Валенсији. Њихово порекло потиче од времена Арагонске круне, од органа за администрацију и владу, између састанака највиших управних органа краљевине, званих Кортеси (шп. Cortes), на различитим територијама тадашње Арагонске круне.

## Галерија
- Palau de la Generalitat de Catalunya
- Pati dels Tarongers